# あざみ生命保険
あざみ生命保険株式会社（あざみせいめいほけん）は、2002年4月1日に大和生命保険相互会社を吸収合併し、現在はプルデンシャルジブラルタファイナンシャル生命保険株式会社となっている会社の旧商号である。本項目では、同合併以前について説明する。

## 設立の経緯
当社は、2000年（平成12年）8月に破綻した大正生命の保険契約の受け皿会社として、2001年（平成13年）2月20日に、ソフトバンク・ファイナンスと大和生命保険相互会社との折半出資により設立された。
2001年（平成13年）3月31日、大正生命の保険契約の包括移転を受け、2001年（平成13年）7月1日には、大和生命から新契約業務などの営業譲渡を受ける。更に2002年（平成14年）4月1日に、既契約の維持管理に特化していた大和生命保険相互会社を合併し、大和生命保険株式会社に商号を変更した。
「あざみ生命」の名称はわずか1年で消えてしまったが、この合併自体は、当社設立時点で既に予定事項として公表されていたことであった（詳細は次節を参照）。なお、合併後、ソフトバンク・ファイナンスは株式を売却し当社への投資を回収した。

## 複雑なスキームの背景
当社は、大正生命の受け皿会社として設立した時点から、1年後には大和生命相互会社（以下、大和生命）との合併を前提にされており、その過程では、新契約業務の営業譲渡を受けるといった複雑なスキームとなっている。加えて、そもそも当社設立時の資本金の半額は大和生命が出資している。これらの背景には、大和生命側の事情があった。
- 当社設立当時は、過去1年間に、第百生命、大正生命、千代田生命、協栄生命、東京生命の5社が破綻するといった、生保会社の経営危機が表面化していた時期であり、相対的に規模も小さく財務基盤が脆弱であった大和生命も、早期に資本を充実させ信頼を回復させる必要に迫られていた。しかしながら、大和生命は相互会社であり、株式発行などによって外部資金を導入することが困難であった。
- そうした状況下、相互会社から株式会社への転換は、既契約者への株式の割り当て作業など手間が膨大にかかる一方、相互会社が既存の株式会社（つまり当社）に包括移転（および合併）すれば、そうした作業を必要とせず事実上の株式会社化を実現でき、時間とコストが削減できるメリットがあった。
- そこで、事実上の株式会社化により外部資本を導入し財務基盤の充実を図ることと、大正生命との統合により規模の拡大を図ることを目的に当スキームが考えられた。
- 当スキームについては、既契約者の権利を侵害することになるのではないかといった批判や、再合併がなされない場合は、経営危機に陥る可能性がある、といった指摘がなされた。